# Буавен, Лео
Лео Джозеф Буавен (англ. Leo Joseph Boivin; 2 августа 1931, Прескотт, Онтарио — 16 октября 2021, там же) — канадский хоккейный защитник, скаут и тренер. Капитан клуба «Бостон Брюинз», трёхкратный финалист Кубка Стэнли, обладатель Кубка Колдера (1952), участник матчей всех звёзд НХЛ, член Зала хоккейной славы с 1986 года.

## Биография
Родился в Прескотте (Онтарио) в 1931 году. В хоккей начал играть в семь лет, на льду протекавшей рядом реки Святого Лаврентия. Последние годы юношеской игровой карьеры провёл вначале в «Инкерман Рокетс», а затем, на протяжении двух сезонов, в «Порт-Артур Брюинз», за это время успев трижды сыграть в плей-офф Мемориального кубка. Ещё до завершения выступлений в молодёжных командах клуб НХЛ «Бостон Брюинз» передал права на игрока «Торонто Мейпл Лифс». В итоге Буавен начал профессиональную хоккейную карьеру в команде АХЛ «Питтсбург Хорнетс», аффилированной с «Мейпл Лифс», став с нею в сезоне 1951/1952 чемпионом АХЛ. За «Торонто» он в этом сезоне сыграл только дважды, дебютировав в НХЛ 8 марта 1952 года. В этой игре он также отдал свой первый результативный пас в НХЛ
В основном составе «Торонто» закрепился в сезоне 1952/1953. Вскоре после начала сезона 1954/1955 был обменян обратно в «Бостон Брюинз» («Мейпл Лифс» получили взамен Джо Клюкея). В «Бостоне» Буавен провёл большую и наиболее успешную часть своей профессиональной игровой карьеры. Он отыграл в этом клубе 11 лет и, несмотря на небольшой рост и вес (принесшие ему прозвище «Коротышка» — англ. Fireplug), заработал репутацию одного из самых агрессивных защитников в НХЛ. Знаменитый защитник Тим Хортон говорил, что из всех защитников лиги труднее всего обыграть Буавена. «Специальностью» игрока «Брюинз» стал силовой приём на бедро.
С «Бостоном» Буавен дважды подряд, в сезонах 1956/1957 и 1957/1958, становился финалистом Кубка Стэнли, оба раза проигрывая в финале «Монреаль Канадиенс». Вскоре после этого, однако, начался затяжной спад в истории команды, с сезона 1959/1960 по 1966/1967 ни разу не попавшей в плей-офф. Личные успехи Буавена при этом продолжались: он на протяжении четырёх сезонов (с 1963 по 1966 год) был капитаном команды и трижды — в 1961, 1962 и 1964 годах — становился участником матчей всех звёзд НХЛ.
В феврале 1966 года Буавена обменяли в «Детройт Ред Уингз» вместе с Дином Прентисом в рамках сделки, в которой «Бостон» получил от «Детройта» четырёх игроков. В новом клубе Буавен провёл неполный сезон, но успел в третий раз за карьеру дойти до финала Кубка Стэнли, где «Ред Уингз» выиграли первых две встречи у «Монреаля», но затем уступили в четырёх подряд. В июне того же года в рамках драфта расширения защитник был выбран новым клубом НХЛ «Питтсбург Пингвинз». После полутора лет в этой команде его обменяли в последний раз — в «Миннесоту»; «Питтсбург» получил за Буавена Дуэйна Раппа. Буавен отыграл за «Норт Старз» ещё около года, завершив выступления в конце сезона 1969/1970. Хотя ему предлагали место в клубе «Баффало Сейбрз», присоединявшемся к НХЛ в 1970 году, Буавен отклонил это предложение. За время выступлений в НХЛ он провёл 1150 игр регулярного сезона, забив 72 гола и сделав 250 результативных передач. В плей-офф Кубка Стэнли Буавен в 53 матчах забросил 3 шайбы и сделал 10 результативных передач.
По завершении игровой карьеры Буавен стал скаутом, занимаясь поиском талантов для клуба «Сент-Луис Блюз». Он также дважды (в сезонах 1975/1976 и 1977/1978) временно занимал пост главного тренера этого клуба. На протяжении двух лет он также тренировал клуб Хоккейной лиги Онтарио «Оттава Сиксти Севенс». После 10 лет с «Сент-Луисом» Буавен перешёл в «Хартфорд Уэйлерз», где продолжал карьеру скаута до 1993 года.
В 1986 году имя Лео Буавена было внесено в списки Зала хоккейной славы, и в том же году в его честь был назван спортивный комплекс в его родном Прескотте, где его именем назван также ежегодный юношеский турнире. По окончании работы скаутом он большую часть времени проводил дома, в деревне у реки Святого Лаврентия. Его жена, Патрисия, умерла в 1998 году, двое из троих сыновей — в 2017 и 2020 годах. Сам Буавен скончался в октябре 2021 года, в возрасте 90 лет, в пригороде Прескотта Нью-Уэксфорде, оставив после себя последнего сына Дэна.

## Статистика выступлений
| 1948-49     | Инкерман Рокетс      | Мемориальный кубок | —    | —  | —   | —   | —    | 4  | 2 | 0  | 2  | 0  |
| 1949-50     | Порт-Артур Брюинз    | TBJHL              | 18   | 4  | 4   | 8   | 32   | 5  | 0 | 3  | 3  | 10 |
| 1949-50     | Порт-Артур Брюинз    | Мемориальный кубок | —    | —  | —   | —   | —    | 16 | 6 | 4  | 10 | 12 |
| 1950-51     | Порт-Артур Брюинз    | TBJHL              | 20   | 16 | 11  | 27  | 37   | 13 | 3 | 6  | 9  | 28 |
| 1950-51     | Порт-Артур Брюинз    | Мемориальный кубок | —    | —  | —   | —   | —    | 7  | 1 | 3  | 4  | 16 |
| 1951-52     | Торонто Мейпл Лифс   | НХЛ                | 2    | 0  | 1   | 1   | 0    | —  | — | —  | —  | —  |
| 1951-52     | Питтсбург Хорнетс    | АХЛ                | 30   | 2  | 3   | 5   | 32   | 10 | 0 | 1  | 1  | 16 |
| 1952-53     | Торонто Мейпл Лифс   | НХЛ                | 70   | 2  | 13  | 15  | 97   | —  | — | —  | —  | —  |
| 1953-54     | Торонто Мейпл Лифс   | НХЛ                | 58   | 1  | 6   | 7   | 81   | 5  | 0 | 0  | 0  | 2  |
| 1954-55     | Торонто Мейпл Лифс   | НХЛ                | 7    | 0  | 0   | 0   | 8    | —  | — | —  | —  | —  |
| 1954-55     | Бостон Брюинз        | НХЛ                | 59   | 6  | 11  | 17  | 105  | 5  | 0 | 1  | 1  | 4  |
| 1955-56     | Бостон Брюинз        | НХЛ                | 68   | 4  | 16  | 20  | 80   | —  | — | —  | —  | —  |
| 1956-57     | Бостон Брюинз        | НХЛ                | 55   | 2  | 8   | 10  | 55   | 10 | 2 | 3  | 5  | 12 |
| 1957-58     | Бостон Брюинз        | НХЛ                | 33   | 0  | 4   | 4   | 54   | 12 | 0 | 3  | 3  | 21 |
| 1958-59     | Бостон Брюинз        | НХЛ                | 70   | 5  | 16  | 21  | 94   | 7  | 1 | 2  | 3  | 4  |
| 1959-60     | Бостон Брюинз        | НХЛ                | 70   | 4  | 21  | 25  | 66   | —  | — | —  | —  | —  |
| 1960-61     | Бостон Брюинз        | НХЛ                | 57   | 6  | 17  | 23  | 50   | —  | — | —  | —  | —  |
| 1961-62     | Бостон Брюинз        | НХЛ                | 65   | 5  | 18  | 23  | 70   | —  | — | —  | —  | —  |
| 1962-63     | Бостон Брюинз        | НХЛ                | 62   | 2  | 24  | 26  | 48   | —  | — | —  | —  | —  |
| 1963-64     | Бостон Брюинз        | НХЛ                | 65   | 10 | 14  | 24  | 42   | —  | — | —  | —  | —  |
| 1964-65     | Бостон Брюинз        | НХЛ                | 67   | 3  | 10  | 13  | 68   | —  | — | —  | —  | —  |
| 1965-66     | Бостон Брюинз        | НХЛ                | 46   | 0  | 5   | 5   | 34   | —  | — | —  | —  | —  |
| 1965-66     | Детройт Ред Уингз    | НХЛ                | 16   | 0  | 5   | 5   | 16   | 12 | 0 | 1  | 1  | 16 |
| 1966-67     | Детройт Ред Уингз    | НХЛ                | 69   | 4  | 17  | 21  | 78   | —  | — | —  | —  | —  |
| 1967-68     | Питтсбург Пингвинз   | НХЛ                | 73   | 9  | 13  | 22  | 74   | —  | — | —  | —  | —  |
| 1968-69     | Питтсбург Пингвинз   | НХЛ                | 41   | 5  | 13  | 18  | 26   | —  | — | —  | —  | —  |
| 1968-69     | Миннесота Норт Старз | НХЛ                | 28   | 1  | 6   | 7   | 16   | —  | — | —  | —  | —  |
| 1969-70     | Миннесота Норт Старз | НХЛ                | 69   | 3  | 12  | 15  | 30   | 3  | 0 | 0  | 0  | 0  |
| Итого в НХЛ | Итого в НХЛ          | Итого в НХЛ        | 1150 | 72 | 250 | 322 | 1192 | 54 | 3 | 10 | 13 | 59 |